# Plain Dealing
Plain Dealing és una població dels Estats Units a l'estat de Louisiana. Segons el cens del 2000 tenia 1.071 habitants.

## Demografia
Segons el cens del 2000, Plain Dealing tenia 1.071 habitants, 418 habitatges, i 280 famílies. La densitat de població era de 260,1 habitants/km².
Dels 418 habitatges en un 32,1% hi vivien nens de menys de 18 anys, en un 43,1% hi vivien parelles casades, en un 20,1% dones solteres, i en un 32,8% no eren unitats familiars. En el 29,4% dels habitatges hi vivien persones soles el 15,1% de les quals corresponia a persones de 65 anys o més que vivien soles. El nombre mitjà de persones vivint en cada habitatge era de 2,4 i el nombre mitjà de persones que vivien en cada família era de 2,95.
Per edats la població es repartia de la següent manera: un 25,7% tenia menys de 18 anys, un 7,4% entre 18 i 24, un 22,8% entre 25 i 44, un 22,3% de 45 a 60 i un 21,8% 65 anys o més.
L'edat mediana era de 40 anys. Per cada 100 dones de 18 o més anys hi havia 76,9 homes.
La renda mediana per habitatge era de 24.706 $ i la renda mediana per família de 32.361 $. Els homes tenien una renda mediana de 32.132 $ mentre que les dones 25.455 $. La renda per capita de la població era de 14.906 $. Entorn del 23,6% de les famílies i el 26,8% de la població estaven per davall del llindar de pobresa.

## Poblacions més properes
El següent diagrama mostra les poblacions més properes.